# Kozlíček zubatý
Kozlíček zubatý (Valerianella dentata) je drobná, nenáročná, jednoletá, planě rostoucí rostlina s nenápadnými bleděmodrými kvítky vyrůstajícími převážně na koncích rozvětvených vztyčených lodyh, v minulosti byl považován za polní plevel.

## Rozšíření
Druh pochází ze středomořské a černomořské oblasti a v návaznosti na šíření zemědělských plodin zdomácněl téměř v celé Evropě, Malé a Střední Asii a na severu Afriky. V České republice roste roztroušeně na větší části území. V obilninách, okopaninách a vinohradech se vyskytuje jako ne příliš škodící plevel; mimo tato místa odkud je vytrvale vytlačován často nerušeně vyrůstá na okrajích cest, železničních náspech, na kamenitých haldách a dalších ruderálních stanovištích v teplejších místech od nížin do podhůří. Prospívají mu občas vlhké, alkalické až neutrální půdy.

## Popis
Jednoletá bylina dorůstající do 15 až 40 cm která se rozmnožuje pouze semeny. Klíčí poměrně pozdě z jara, až je půdy prohřátá. Má přímou lodyhu, od báze vidlanovitě větvenou, která může být v průřezu oblá nebo hranatá a na hranách chlupatá nebo lysá. Je porostlá protistojnými lysými nebo po okrajích brvitými listy, ty ve spodní části lodyhy mají čepele podlouhle kopisťovité a v horní užší, podlouhle kopinaté neb čárkovité a někdy v dolní třetině mohou mít jeden neb dva zuby.
Drobné, oboupohlavné květy podepřené třemi listenci jsou směstnány do hlávkovitě stažených řídkých vidlanů na koncích větví. Další květy vyrůstají samostatně a to v místech rozvětvení nejvyšších větví. Chlupatý květní kalich je v době květu málo nápadný, bleděmodrá trubkovitá koruna bývá 1,5 mm velká. V květu jsou tři tyčinky čnící dlouhými nitkámi z koruny. Trojdílný semeník má vajíčko jen v jednom pouzdře, ostatní jsou prázdná. Květy jsou opylovány hmyzem, kvetou od června do září.
Plodem je lysá, třípouzdrá nažka s jedním semenem (dvě pouzdra jsou prázdná). Mívá tvar vejčitý, podlouhle vejčitý až vejčitě kuželovitý, v horní části je obvykle lahvovitě protažená, bývá 2,2 až 2,6 mm dlouhá a 1,5 m široká. Po jedné straně je zploštělá a je obalena lemem z kalichu s nestejně dlouhými, obvykle třemi zuby. Pouzdro se semenem je mnohem větší než dvě prázdná která jsou na zploštělé straně nažky.

## Taxonomie
V České republice vyrůstají dva poddruhy kozlíčka zubatého:
- kozlíček zubatý pravý (Valerianella dentata subsp. dentata)
- kozlíček zubatý vlnoplodý (Valerianella dentata subsp. eriosperma) (Wallr.) Holub

Kozlíček zubatý vlnoplodý se od výše popsaného nominátního poddruhu nejmarkantněji liší svými plody. Jeho nažky jsou jen o málo menší (2,0 až 2,2 mm), v horní části jsou rovnoměrně zúžené a hlavním poznávacím znamením jsou nažky porostlé chlupy (alespoň v horní části).